# Liriomyza alyssi
Liriomyza alyssi är en tvåvingeart som beskrevs av Erich Martin Hering 1960. Liriomyza alyssi ingår i släktet Liriomyza och familjen minerarflugor.
Artens utbredningsområde är Tyskland. Inga underarter finns listade i Catalogue of Life.